# Condado de Navajo
O Condado de Navajo é um dos 15 condados do estado americano do Arizona. A sede do condado é Holbrook, e sua maior cidade é Holbrook.
O condado possui uma área de 25 795 km² (dos quais 16 km² estão cobertos por água), uma população de 97 470 habitantes, e uma densidade populacional de 4 hab/km² (segundo o censo nacional de 2000).
O condado foi fundado em 21 de março de 1895.